# Wino owocowe

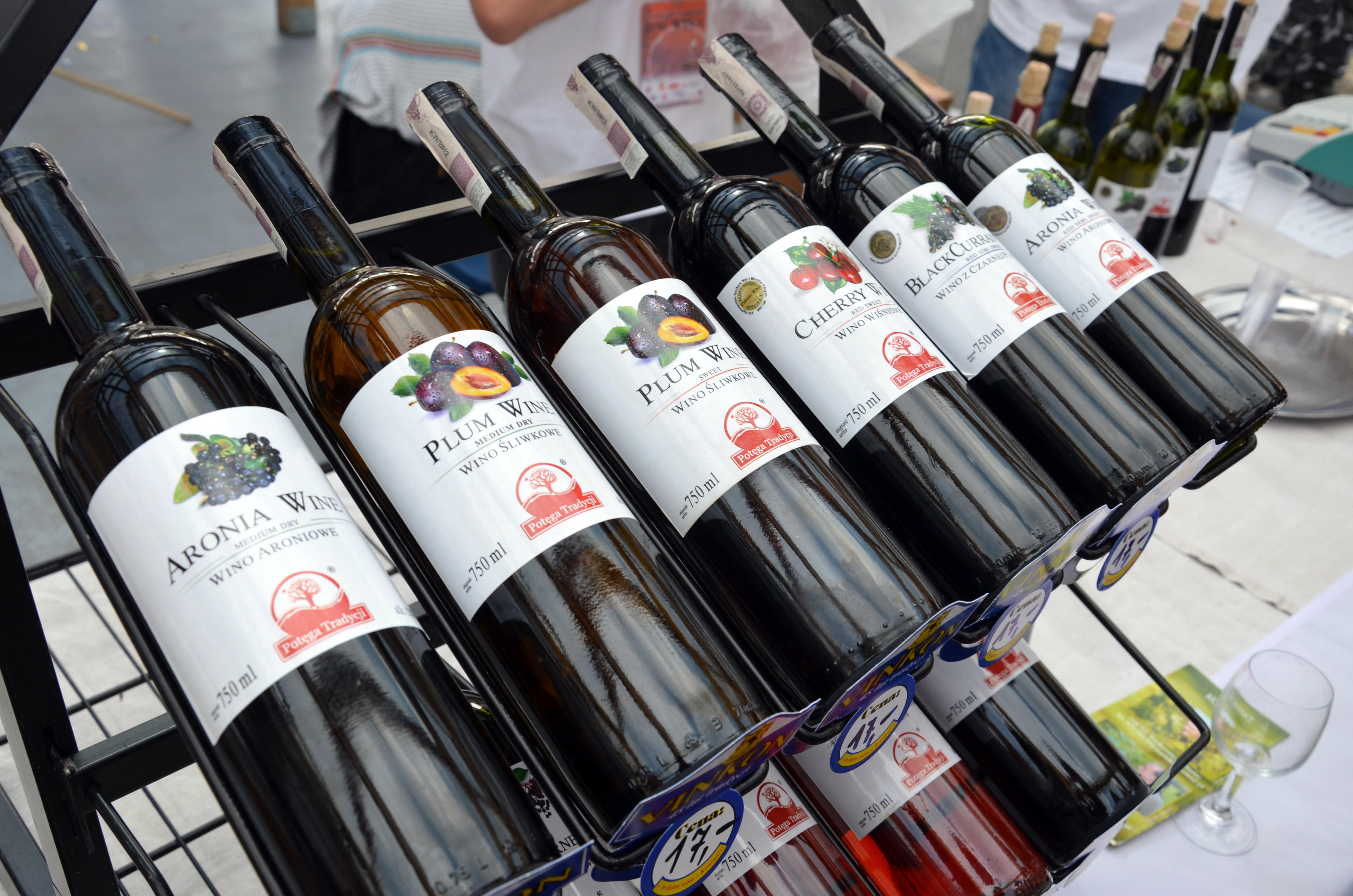
Polskie wina owocowe (2013)

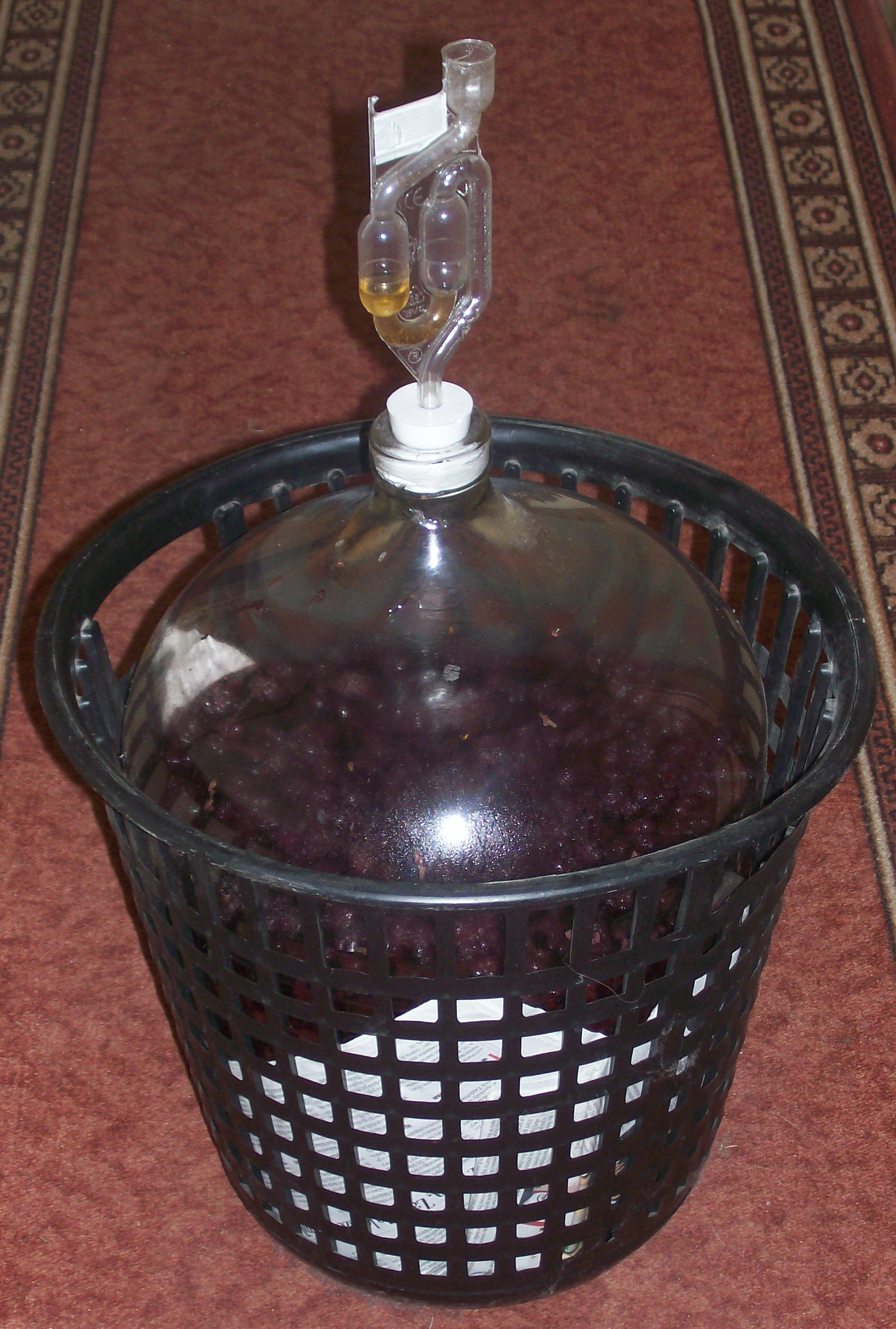
Fermentacja wina owocowego w szklanym gąsiorze; widoczna rurka fermentacyjna wystająca z szyjki gąsiora

Wino owocowe – napój winiarski wytwarzany na bazie owoców innych niż winogrona. W krajach, w których klimat nie jest dostatecznie sprzyjający do uprawy winorośli, na przykład w północnych i wschodnich rejonach Polski i dalej na północ oraz wschód, do wyrobu wina stosowane są owoce takie jak jabłka (zobacz wino jabłkowe), śliwki, agrest, maliny, jeżyny, wiśnie, truskawki, porzeczki (zobacz wino porzeczkowe), owoce róży dzikiej (zobacz wino z dzikiej róży), dziki bez i tym podobne. Wina owocowe zaliczane są do grupy przetworów owocowych.
Wino owocowe ma w Polsce tradycję sięgającą XIII wieku. W XX wieku było towarem eksportowanym do Stanów Zjednoczonych, Japonii i Wielkiej Brytanii. W latach 60. działał Państwowy Rejestr Win Markowych czuwający nad odpowiednią jakością krajowych win i miodów pitnych. Utraciło swoją renomę w latach 70., kiedy to nakazowo stosowano wysoką alkoholizację doprowadzającą do obniżenia jakości. Na rynku oprócz „tanich win” można znaleźć coraz więcej produktów wysokiej jakości. Wysokogatunkowe wina owocowe oceniane są w Ogólnopolskim Konkursie Win, Miodów Pitnych i Napojów Winiarskich organizowanym przez Krajową Radę Winiarstwa i Miodosytnictwa.
Technologia wyrobu win owocowych zasadniczo nie różni się od technologii wyrobu wina tradycyjnego, to znaczy wyciśnięty moszcz owocowy zazwyczaj jest poddawany dodatkowym zabiegom przed przekazaniem go do fermentacji alkoholowej, przeprowadzanej najczęściej przy użyciu szlachetnych drożdży winiarskich. Dodatek drożdży jest ważniejszy w przypadku win owocowych niż ma to miejsce w przypadku win gronowych. W przypadku obydwu rodzajów win fermentacja może być przeprowadzona bez dodatku drożdży, gdyż do wyciśniętego moszczu przedostają się drożdże z powierzchni owoców. Jednak ze względu na to, że na powierzchni owoców innych niż winogrona znajduje się ich zdecydowanie mniej w stosunku do szkodliwych bakterii, brak dodatku drożdży może negatywnie wpłynąć na proces fermentacji.
Wyciśnięty moszcz z winogron ma odpowiednią zawartość cukrów i kwasów by można było z niego wytworzyć wino. W przypadku pozostałych owoców, zazwyczaj konieczne staje się regulowanie zawartości cukrów przez dosłodzenie i/lub kwasów poprzez dodatek wody, moszczu z mało kwaśnych owoców, lub w przypadku moszczów mało kwaśnych jak na przykład jabłek stosuje się dodatek kwasu cytrynowego, lub analogicznie moszczu z owoców kwaśnych jak na przykład porzeczek. Kolejnym dodatkiem do win owocowych, zwłaszcza mocnych produkowanych z silnie rozcieńczonych moszczów, jest tak zwana pożywka dla drożdży, która zawiera sole azotowo-fosforowe.
Po przeprowadzeniu fermentacji w butli (gąsiorze), beczce lub kadzi wino klaruje się, poddaje leżakowaniu i butelkowaniu. Czasem, by zapobiec zmętnieniu lub ponownej fermentacji, wino poddaje się procesowi utrwalania.
Znane metody utrwalania to:
- siarkowanie – dodaje się disiarczynu potasu lub inny związek, który w kontakcie z kwasami zawartymi w winie uwalnia SO2. Dwutlenek siarki ma działanie bakteriobójcze. Jest bardzo często stosowany w winiarstwie, zarówno jako konserwant, jak i do odkażania naczyń
- zwiększenie zawartości alkoholu – 16-procentowe stężenie działa konserwująco
- pasteryzacja

Niekiedy w procesie wyrobu win owocowych do moszczu dodaje się – zamiast cukru – miodu co zbliża smak napoju do smaku miodów pitnych, trunku zastępującego w Europie północno-wschodniej wina gronowe. Powstały tak napój bywa nazywany winem miodowym. Stosuje się też czasem dodatki w postaci owoców jarzębiny, głogu i innych, dodających aromatu.

## Nazwa „wino owocowe”
W lipcu 2007 Komisja Europejska rozstrzygała możliwość zastrzeżenia nazwy „wino” jedynie dla trunków produkowanych z winogron. Zwolennikiem takiego rozwiązania były kraje południowej i zachodniej Europy. Jednak interwencja państw-producentów „win owocowych” (Polski, Niemiec, Szwecji i innych państw Europy środkowo-wschodniej i północnej) spowodowała, że ostatecznie nie zabroniono używania terminu „wino” na etykietach produktów z różnych owoców. Etykietę z napisem „wino owocowe” nakleja się niekiedy na wina alkoholizowane albo na tanie mieszanki soków owocowych ze spirytusem (roztworem etanolu); najczęściej wyroby te z winem (prócz procentowej zawartości alkoholu) nie mają nic wspólnego. Wyroby takie popularnie nazywane są „jabolami”.